# Antonio Risério
Antonio Risério (Salvador, Bahia, 21 de novembro de 1953) é um antropólogo, poeta, ensaísta e historiador brasileiro. Em 1995, obteve sua formação em antropologia pela Universidade Federal da Bahia. Por alguns anos, trabalhou no setor cultural até ser exonerado. Em seguida, participou das campanhas políticas dos petistas Luiz Inácio Lula da Silva e Dilma Rousseff.
Antonio Risério ocasionalmente contribui como colunista a jornais brasileiros.

## Biografia
Antonio Risério nasceu em Salvador, Bahia em 1953.
Em 1968, entrou na Política Operária (Polop), sendo preso como pela ditadura militar.
Em 1995, defende tese de mestrado em Sociologia com especialização em Antropologia na Universidade Federal da Bahia (UFBA).

## Carreira no setor cultural
Integrou grupos de trabalho que implantaram a televisão educativa, as fundações Ondazul e Gregório de Matos, durante o governo municipal de Mário Kertész, além do Hospital Sarah Kubitschek, na Bahia. Nesse último, na década de 1990, trabalhou juntamente com João Filgueiras Lima (Lelé) e João Santana participando da implantação da nova unidade hospitalar da rede Sarah Kubitschek em Salvador.
Elaborou o projeto geral do Cais do Sertão Luiz Gonzaga, no Recife. Trabalhou no Ministério da Cultura juntamente com Roberto Pinho na implantação das Bases de Apoio à Cultura durante a gestão de Gilberto Gil até ele ser exonerado do cargo, por ter sido acusado pelo secretário-executivo do ministério, Juca Ferreira, de irregularidades no contrato firmado com o IBRAC (Instituto Brasil Cultural). Nesta ocasião Antonio Risério e mais dois assessores do ministro Gilberto Gil pediram demissão.
Fez vários roteiros de cinema e televisão sobre urbanismo e história da Bahia e do Brasil. Muitas composições suas foram gravadas por importantes artistas da música popular brasileira, sendo considerado um herdeiro da Tropicália.
Aproximadamente em 2000, dedicou-se ao marketing político, integrando o núcleo de marqueteiros responsáveis pelas campanhas políticas de Lula da Silva (PT) e Dilma Rousseff (PT) à Presidência da República. A partir de 2011, entretanto, começa a distanciar do petismo, e começa a criticar o governo e o marketing petista. Risério as experiências políticas no livro Que você é esse. Apesar das críticas ao governo de Dilma Rousseff, foi contra o seu impeachment.

## Carreira como escritor e colunista
Após publicar três obras ensaísticas (A utopia brasileira e os movimentos negros, A cidade no Brasil, Mulher, casa e cidade) pela Editora 34, Risério submeteu os originais do romance Que você é esse? aos editores da casa, que veio a ser recusado.
O autor, então, acusou a casa editorial de censura, afirmando ter sido censurado por questões de ordem ideológica e alegando que a decisão mostraria "um sectarismo microconjuntural, uma coisa maluca de achar que um romance poderia contribuir para o impeachment". A Editora 34 publicou uma resposta, esclarecendo que os principais motivos da recusa tiveram a ver com a baixa qualidade da obra, "tendo constatado, nessa fase, problemas de ordem literária, tais como: falta de tensão na voz narrativa, digressões excessivas por parte do narrador, mistura (literariamente contraproducente) das vozes do narrador e dos personagens, bem como dos personagens entre si.". Em meio à polêmica, Carlos Andreazza, o editor da Record, anunciou que publicaria a obra vetada pela concorrente.
Em 2017, Risério tornou-se o responsável pela preparação editorial do livro intitulado ACM em Cena, que homenageia o Senador Antônio Carlos Magalhães.
Em 2021, publicou o livro As sinhás pretas da Bahia: Suas escravas, suas joias, e foi alvo de críticas após ter sido usado como base para uma coluna de Leandro Narloch à Folha de S.Paulo. Respondendo às críticas, afirma que o livro não tenta legitimar a escravidão no Brasil ou diminuir o movimento antirracista.
Risério ocasionalmente contribui como colunista a jornais brasileiros. Suas colunas envolvem tópicos como raça no brasil, identitarismo e críticas à esquerda. Uma delas, publicada em 15 de janeiro de 2022 com o título "Racismo de negros contra brancos ganha força com identitarismo", afirma que negros também podem ser racistas, usando exemplos de violência contra brancos, muçulmanos, judeus e asiáticos americanos. A coluna motivou críticas tanto a Risério quanto à Folha de S.Paulo. Em 19 de janeiro, uma carta assinada por 186 jornalistas da Folha foi enviada à Secretaria de Redação e o Conselho Editorial da Folha, demonstrando preocupação sobre como o jornal trata a questão do racismo. Uma reação contrária às críticas foi a abertura de um abaixo-assinado em "Apoio a Antonio Risério e Oposição ao Identitarismo".

## Obras
- Carnaval Ijexá. Salvador, Corrupio, 1981.
- O poético e o político e outros escritos. Rio de Janeiro, Paz e Terra, 1988.
- Caymmi: Uma Utopia de Lugar. São Paulo, Perspectiva (editora), 1993.
- Textos e Tribos. Rio de Janeiro, Imago Editora, 1993.
- Avant-Garde na Bahia. São Paulo, Instituto Lina Bo Bardi e Pietro Maria Bardi, 1995.
- Fetiche. Salvador, Fundação Casa de Jorge Amado, 1996.
- Oriki Orixá. São Paulo, Perspectiva (editora), 1996.
- Ensaio sobre o Texto Poético em Contexto Digital. Salvador, Fundação Casa de Jorge Amado, 1998.
- Adorável Comunista. Rio de Janeiro, Versal, 2002.
- Uma História da Cidade da Bahia. Rio de Janeiro, Versal, 2004.
- Brasibraseiro, com Frederico Barbosa. São Paulo, Livraria Saraiva, 2004.
- A Banda do Companheiro Mágico (novela). São Paulo, Publifolha, 2007.
- A Utopia Brasileira e os Movimentos Negros. São Paulo, Editora 34, 2007.
- A Cidade no Brasil. São Paulo, Editora 34, 2012.
- Edgard Santos e a reinvenção da Bahia. Rio de Janeiro, Versal, 2013.
- Mulher, Casa e Cidade. São Paulo, Editora 34, 2015.
- Que você é esse?. São Paulo, Record, 2016.
- A casa no Brasil. Rio de Janeiro, Topbooks, 2019.
- Sobre o relativismo pós-moderno e a fantasia fascista da esquerda identitária. Rio de Janeiro, Topbooks, 2019.
- Bahia de Todos os Cantos - Uma Introdução à cultura baiana. Escrito com Gustavo Falcón. Lauro de Freitas, Solisluna Editora, 2020.
- As sinhás pretas da Bahia: Suas escravas, suas joias, editora Topbooks, 2021